# Linia kolejowa nr 689
Linia kolejowa nr 689 – pierwszorzędna, w większości dwutorowa, zelektryfikowana linia kolejowa znaczenia państwowego, łącząca posterunek odgałęźny Studzionka z posterunkiem odgałęźnym Dębina.

## Charakterystyka techniczna
Linia w całości jest klasy D3. Maksymalny nacisk osi wynosi 221 kN dla lokomotyw oraz wagonów, a maksymalny nacisk liniowy wynosi 71 kN (na 1 metr bieżący toru). Sieć trakcyjna jest typu C120-2C. Obciążalność prądowa wynosi 1725 A, a minimalna odległość między odbierakami prądu wynosi 20 m. Linia jest wyposażona w elektromagnesy samoczynnego hamowania.
Obowiązują następujące prędkości maksymalne dla pociągów:
| kilometraż | kilometraż | pociągi pasażerskie                 | autobusy szynowe i EZT              | pociągi towarowe                    |
| od         | do         | Tor nieparzysty (kierunek: Dębina)  | Tor nieparzysty (kierunek: Dębina)  | Tor nieparzysty (kierunek: Dębina)  |
| 0,106      | 2,282      | 120                                 | 120                                 | 100                                 |
| od         | do         | Tor parzysty (kierunek: Studzionka) | Tor parzysty (kierunek: Studzionka) | Tor parzysty (kierunek: Studzionka) |
| 0,000      | 2,507      | 120                                 | 120                                 | 100                                 |

## Eksploatacja linii
Linia jest wykorzystywana zarówno przez pociągi towarowe, jak i pociągi podmiejskie Kolei Śląskich.
| Linia           | Przewoźnik     | Trasa                                                |
| S61/S72/S7      | Koleje Śląskie | Cieszyn – Chybie – Żory – Racibórz                   |
| S72/S7          | Koleje Śląskie | Bielsko-Biała Gł. – Chybie – Żory – Gliwice          |
| S5/S76 Salmopol | Koleje Śląskie | Żywiec – Bielsko-Biała Gł. – Chybie – Żory – Gliwice |
| S76 Kubalonka   | Koleje Śląskie | Wisła Głębce – Chybie – Żory – Gliwice               |
| S71/S72         | Koleje Śląskie | Wodzisław Śląski – Żory – Chybie – Bielsko-Biała Gł. |